# Sordariales
Ordre
Les Sordariales sont un ordre de champignons de la sous-classe des Sordariomycetidae.

## Liste des familles et genres
Selon MycoBank (29 octobre 2023) :
- Acanthotheciella Höhn., 1911
- Acanthothecium Speg., 1889
- Ascolacicola Ranghoo & K.D. Hyde, 1998
- Ascovaginospora Fallah, Shearer & W.D. Chen, 1997
- Bitrimonospora Sivan., Talde & Tilak, 1974
- Bombardiaceae S.K. Huang, Maharachch. & K.D. Hyde, 2021
- Bombardiella Höhn., 1909
- Brachycephala J.S. Monteiro, Gusmão & R.F. Castañeda, 2015
- Brachysporiella Bat., 1952
- Carpoligna F.A. Fern. & Huhndorf, 1999
- Chaetoceratostoma Turconi & Maffei, 1918
- Chaetomiaceae G. Winter, 1885
- Clohiesia K.D. Hyde, 1995
- Conioscyphascus Réblová & Seifert, 2004
- Coronatomyces D. García, Stchigel & Guarro, 2004
- Cuspidatispora Shearer & Bartolata, 2006
- Cylicogone Emden & Veenb.-Rijks, 1974
- Diplogelasinosporaceae Y. Marin & Stchigel, 2020
- Edmundmasonia Subram., 1958
- Effetia Bartoli, Maggi & Persiani, 1984
- Garethjonesia K.D. Hyde, 1992
- Globosphaeria D. Hawksw., 1990
- Guanomyces M.C. González, Hanlin & Ulloa, 2000
- Guilliermondia Boud., 1904
- Helminthosphaeriaceae Samuels, Cand. & Magni, 1997
- Indiella Brumpt, 1906
- Isia D. Hawksw. & Manohar., 1978
- Laaseomyces Ruhland, 1899
- Lasiadelphia Réblová & W. Gams, 2011
- Lasiosphaeriaceae Nannf., 1932
- Lasiosphaeridaceae S.K. Huang, Maharachch. & K.D. Hyde, 2021
- Lockerbia K.D. Hyde, 1994
- Madurella Brumpt, 1905
- Monotosporella S. Hughes, 1958
- Naviculisporaceae Y. Marin & Stchigel, 2020
- Neodictyosporium Tennakoon, C.H. Kuo & K.D. Hyde, 2021
- Neoschizotheciaceae S.K. Huang & K.D. Hyde, 2021
- Nitschkiaceae (Fitzp.) Nannf., 1932
- Onygenopsis Henn., 1910
- Ophiostomella Petr., 1925
- Phaeosporis Clem., 1909
- Podosporaceae X. Wei Wang & Houbraken, 2019
- Pseudoacremonium Crous, 2014
- Ramophialophora Calduch, Stchigel, Gené & Guarro, 2004
- Reconditella Matzer & Hafellner, 1990
- Rhexosporium Udagawa & Furuya, 1977
- Roselliniella Vain., 1921
- Roselliniomyces Matzer & Hafellner, 1990
- Roselliniopsis Matzer & Hafellner, 1990
- Rubromadurella Talice, 1935
- Schizotheciaceae Y. Marin & Stchigel, 2020
- Scopinella Lév., 1846
- Scopulina Lév., 1846
- Sordariaceae G. Winter, 1885
- Sporidesmiopsis Subram. & Bhat, 1989
- Strattoniaceae S.K. Huang, Maharachch. & K.D. Hyde, 2021
- Utriascus Réblová, 2003
- Zygospermellaceae S.K. Huang, Maharachch. & K.D. Hyde, 2021

## Systématique
Le nom correct complet (avec auteur) de ce taxon est Sordariales Chadef. ex D.Hawksw. (d) & O.E.Erikss. (d), 1986.